# Aleksandar Pavlović
Aleksandar Pavlović (serbisch-kyrillisch Александар Павловић; * 3. Mai 2004 in München) ist ein deutsch-serbischer Fußballspieler. Er spielt seit seiner Kindheit beim FC Bayern München und ist deutscher Nationalspieler.

## Karriere

### Vereine
Pavlović wurde als Sohn eines serbischen Vaters und einer deutschen Mutter in München geboren. Er wechselte zur Saison 2011/12 im Alter von 7 Jahren vom SC Fürstenfeldbruck in das Nachwuchsleistungszentrum des FC Bayern München und durchlief dort alle Nachwuchsmannschaften. Mit den A-Junioren (U19) war der defensive Mittelfeldspieler in den Spielzeiten 2021/22 und 2022/23 unter Danny Galm in der A-Junioren-Bundesliga Süd/Südwest und der UEFA Youth League aktiv. Zudem absolvierte er ab März 2023 für die zweite Mannschaft in der viertklassigen Regionalliga Bayern seine ersten Spiele im Herrenbereich. Während seines letzten Jahrs bei den Junioren durfte Pavlović unter Julian Nagelsmann und dessen Nachfolger Thomas Tuchel regelmäßig mit den Profis trainieren. Unter Tuchel saß er im Mai 2023 bei zwei Bundesligaspielen auf der Bank, wurde jedoch nicht eingewechselt.
Die Sommervorbereitung 2023 absolvierte Pavlović mit der Profimannschaft. Zum Saisonbeginn zählte er häufiger zum Spieltagskader. Am 28. Oktober 2023 (9. Spieltag) debütierte Pavlović in der Bundesliga, als er bei einem 8:0-Sieg im Heimspiel gegen den SV Darmstadt 98 in der Schlussphase eingewechselt wurde. Am 1. November unterschrieb Pavlović seinen ersten Profivertrag mit einer Laufzeit bis 30. Juni 2027. Am 29. November 2023 absolvierte er sein Debüt in der UEFA Champions League gegen den FC Kopenhagen.
Sein Vertrag beim FC Bayern läuft bis 30. Juni 2029.

### Nationalmannschaft
Pavlović ist seit der Einwechslung im Nations-League-Spiel gegen Ungarn am 7. September 2024 nur noch für den DFB spielberechtigt. Im November 2023 lief er unter Hannes Wolf zweimal für die deutsche U20-Nationalmannschaft auf.
Dragan Stojković, Cheftrainer der serbischen Nationalmannschaft, wollte Pavlović für Länderspiele im März 2024 nominieren. Pavlović sagte allerdings ab, da er die Entscheidung, für welches Land er spielen wolle, erst nach der Europameisterschaft 2024 treffen wollte. Wenige Tage später berief ihn Julian Nagelsmann in die deutsche Nationalmannschaft. Der 19-Jährige äußerte dazu: „Mein Plan war es, mich erst nach der EM in diesem Jahr zwischen Deutschland und Serbien zu entscheiden. Diese Entscheidung musste ich nun sofort treffen. … Ich möchte mich ausdrücklich beim serbischen Verband bedanken, die sich auch sehr um mich bemüht haben. In meiner Brust schlagen beide Herzen, meine Mutter ist Deutsche und mein Vater ist Serbe. Ich bin in München geboren und aufgewachsen, habe meinen ganzen fußballerischen Weg beim FC Bayern verbracht und freue mich auf die kommenden Länderspiele mit Deutschland.“
Im Mai 2024 wurde er von Bundestrainer Julian Nagelsmann in den Kader für die Europameisterschaft im eigenen Land berufen. Sein Debüt gab er am 3. Juni 2024 in Nürnberg im torlosen EM-Vorbereitungsspiel gegen die Nationalmannschaft der Ukraine. Aufgrund einer Mandelentzündung musste er seine Teilnahme an der EM absagen.

## Titel
- Deutscher Meister: 2025 (FC Bayern München)